# آسیابان خسیس
آسیابان خسیس (به روسی: Жадная мельничиха)، کارتونی ساخته شده توسط استودیو خلبان در سال ۲۰۰۴ است. میلانا فدوسیوا کارگردان این کارتون، آن را بر اساس نقش‌های یک افسانهٔ اوکراینی ساخته است. این کارتون بخشی از مجموعه «کوه‌سنگهای قیمتی» است. خط زیر در ابتدای کارتون نشان داده شده است: ما در روسیه، اوکراین زندگی می‌کنیم.

## داستان
آسیابانی با همسرش در روستایی زندگی می‌کرد. آنها ثروتمند، اما بسیار خسیس بودند و در کنار آنها پیرزنی فقیر زندگی می‌کرد که فقط یک مرغ چندرنگ داشت. زن آسیابان تنها مرغ پیرزن را می‌دزدد و به عنوان مجازات به پرنده‌ای انسان‌نما تبدیل می‌شود. آسیابان سعی می‌کند راهی بیابد تا زن را دوباره انسان کند. او نزد آهنگر رفت، آهنگر نمی‌تواند کمکی کند و آسیابان را نزد بشکه‌ساز می‌فرستد و بشکه‌ساز هم به او توصیه می‌کند که به زن کولی مراجعه کند. زن کولی فال می‌گیرد و به آسیابان می‌گوید که اگر می‌خواهد هم خود و هم همسرش را نجات دهد، باید برای همسایه‌اش کار خیری انجام دهد تا کلمهٔ جادویی «سپاسگزارم» را به او بگوید. آسیابان باید رنج زیادی می‌کشید. او نه تنها باید مرغ رنگارنگ را برمی‌گرداند، بلکه باید یک خروس و گندم نیز تقدیم می‌کرد. سپس همه چیز حل می‌شود.

## نویسندگان
| کارگردان:         | میلانا فدوسیوا                                                                                             |
| نویسنده فیلمنامه: | میلانا فدوسیوا                                                                                             |
| هنرمند صحنه‌پرداز: | ایگور مدنیک                                                                                                |
| کارگردان هنری:    | میخائیل آلداشی                                                                                             |
| انیماتورها:       | دیمیتری آندریف، پاول بارکوف، یوگنی دودین، الکسی نائومنکوف، لئون استرین                                     |
| آهنگساز:          | لو زملینسکی                                                                                                |
| کارگردان صدا:     | ولادیسلاو تاراسف                                                                                           |
| کارگردان:         | ایگور گلاشویلی                                                                                             |
| تهیه‌کننده:        | ایرینا کاپلیچنایا                                                                                          |
| مدیر پروژه:       | الکساندر تاتارسکی                                                                                          |
| صداگذاری نقش‌ها:   | متن نویسنده توسط لو دوروف خوانده می‌شود ادوارد نظروف - آسیابان/همه فریادها در کارتون میلانا فدوسیوا - پیرزن |

- نویسندگان با توجه به عکس های‌کارتونی تأیید شده‌اند.

## پرده‌برداری و جوایز
- فوریه ۲۰۰۵، در جریان دهمین جشنواره روسی پویانمایی در سوزدال، اولین نمایش ۱۱ فیلم از مجموعه «کوه‌سنگهای قیمتی»[۱] برگزار شد.[۲]
- ۲۰۰۵: دیپلم هیئت داوران دهمین جشنواره آزاد سینمای پویانمایی روسیه.[۳]
- ۲۰۰۵: جشنواره بین‌المللی فیلم «کروک»، هیئت داوران تصمیم گرفتند برای «بی نظیر بودن پروژه و سطح هنری بالا» جایزه ای ایجاد کنند و به استودیوی انیمیشن «پایلوت» برای سریال «کوه‌سنگهای قیمتی»[۴] اعطا کنند.
- ۲۰۰۶: جایزهٔ ملی «عقاب طلایی» در حوزهٔ سینما، در بخش «بهترین فیلم انیمیشن».

## یادداشت
1. ↑  "Награды проекта «Гора Самоцветов»". Archived from the original on 2018-02-17. Retrieved 2019-12-02.
2. ↑  Итоги X ОРФАК «Суздаль-2005».13.02.2005
3. ↑  "Итоги ОРФАК Суздаль-2005". Archived from the original on 2016-04-12. Retrieved 2019-12-02.
4. ↑  Итоги «Крок» 2005